# Liste de gares au Portugal
La liste des gares au Portugal, est une liste non exhaustive de gares ferroviaires du réseau des chemins de fer au Portugal.

## Liste par ordre alphabétique
- Gare d'Albergaria dos Doze
- Gare d'Alburitel
- Gare de Bezelga
- Gare de Castelo Branco
- Gare de Caxarias
- Gare de Entrocamento
- Gare de Lamarosa
- Gare do Oriente
- Gare de Pombal
- Gare du Rossio
- Gare de Santa Apolonia
- Gare de São Bento
- Gare de Soure
- Gare de Vermoil
- Gare de Vilar Formoso